# حقوق کیفری بین‌المللی

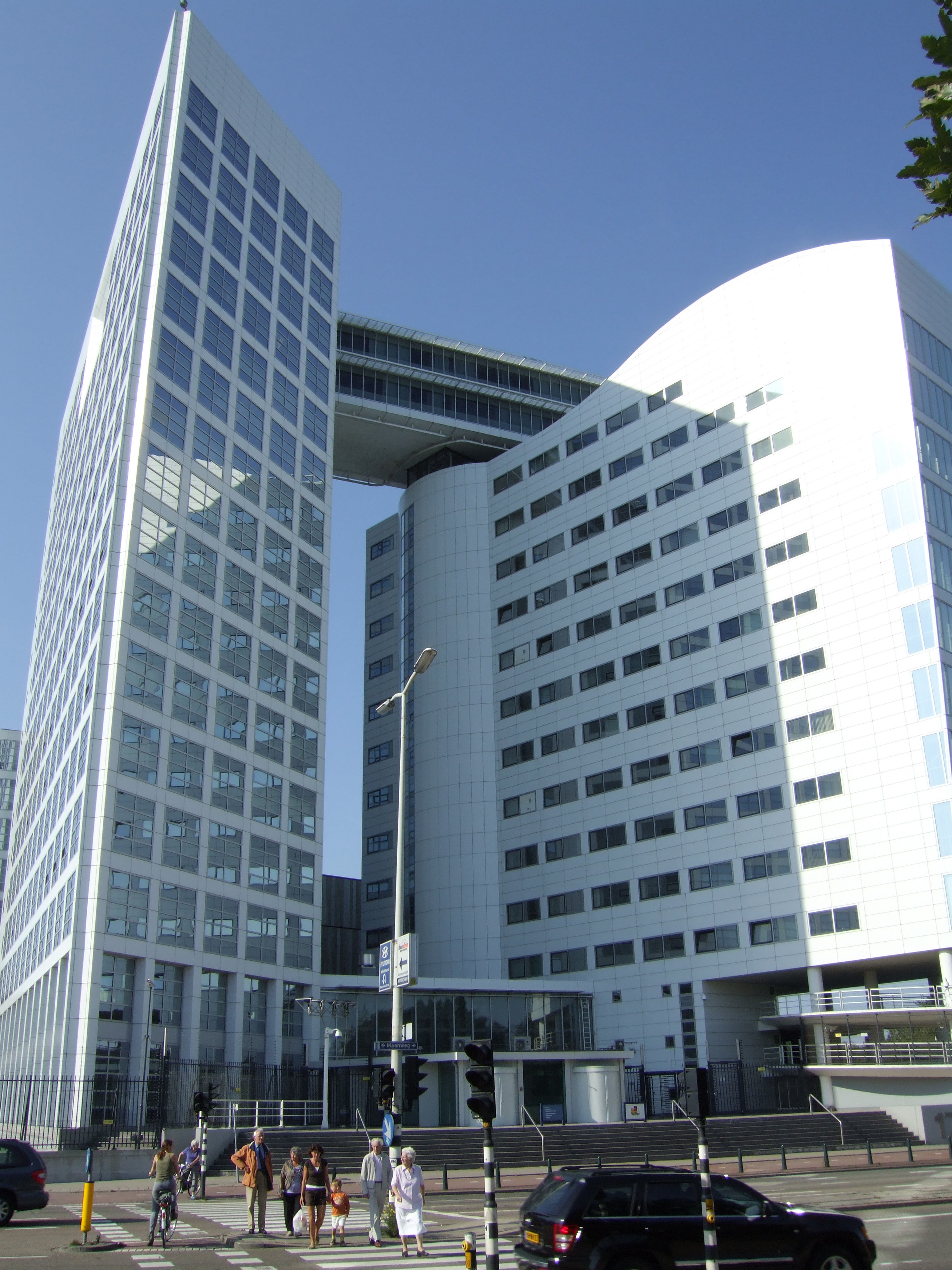
ساختمان دادگاه کیفری بین المللی در لاهه، هلند

حقوق کیفری بین‌المللی (انگلیسی: International criminal law) بخشی از قواعد بین‌المللی به منظور جلوگیری از دسته‌های خاصی از جرائم جدی و پیگرد مرتکبین این جرائم است. به موجب قوانین بین‌المللی این جرائم عبارتند از کشتار جمعی (نسل‌کشی)، جنایات جنگی، جنایت علیه بشریت و جنایت تجاوز.
این مبحث همچنین در مورد جرائم انجام شده علیه قوانین بین‌المللی که شاید بخشی از مجموعه قوانین جنایی بین‌المللی نباشند نیز صحبت می‌کند.
قوانین بین‌المللی متعارف در مورد روابط میان کشورها، حقوق این کشورها و مسؤلیت‌هایشان است. قوانین جنایی معمولاً در مورد ممنوعیت مربوط به افراد و مجازات به خاطر نقض این ممنوعیت هاست.
قانون جنایی بین‌المللی شامل عناصر هر دو است، اگرچه منابع آن حقوق بین‌الملل است ولی پیامدهای آن تحریم‌های کیفری اعمال شده بر افراد است.